# フルフォードの戦い
フルフォードの戦い（フルフォードのたたかい、英語: Battle of Fulford）とは、1066年9月20日にヨーク南部のフルフォード村で勃発した戦いである。この戦いではノルウェー王ハーラル3世とイングランド亡命貴族トスティ・ゴドウィンソン率いるノルウェー軍と北イングランドの伯爵であるモールカー・エドウィン率いるイングランド軍が激突した。
トスティは当時のイングランド王ハロルド・ゴドウィンソンの弟であり、兄ハロルドから追放処分を受けている身であった。追放されたトスティはノルウェーの国王であるハーラル苛烈王と同盟を組んだ。またノルマンディー公ウィリアムとも同盟を組んでいたとも言われているが、彼のイングランド侵攻の背後にトスティがいたとする記録は残っていない。この戦いでは、ハーラル苛烈王率いるノルウェーヴァイキングの勝利で終わった。モールカー・エドウィンの両伯爵はヨーク市街の城壁を盾に立てこもってノルウェー軍に抗することも可能であったが、彼らは敢えて市街を出て、川を挟んでノルウェー軍と対峙することを選んだ。イングランド軍は死に物狂いでノルウェー軍の盾の壁を突き崩そうとしたが、壁を突き崩すことはできなかった。
トスティは追放処分を受けるまではノーザンブリア伯の立場にいたものの、自領での失政を機に追放され、ノーザンブリア伯の座は有力貴族のモールカーに移っていた。このことから、トスティはモールカーと対立していたという。

## 背景
1066年1月5日、アングロ・サクソンの王、エドワード懺悔王が後継を設けることなく亡くなった。そして王家に残る男子継承者は、まだ14歳のエドガー・アシリング1人だけであった。1月6日、懺悔王の葬儀が執り行われる中、イングランドの大貴族ウェセックス伯ハロルド・ゴドウィンソンがロンドンに駆けつけ、ウエストミンスター寺院でヨーク大主教アルドレッドによってイングランド王として戴冠された。この頃、ウエストミンスター寺院には公現祭のために賢人会議が招集されており、この会議の中でハロルドはイングランド王に選出されたという。しかし、この決定に異議を唱える貴族がいた。マーシア伯エドウィンとノーザンブリア伯モールカーである。文献によると、自らの王位継承に反対する両伯爵を討伐するべくハロルドは北進したものの、エドウィンとモールカーの姉妹と結婚することを条件に、彼らの忠誠を得ることができたという。彼らの忠誠を得たハロルド王はイングランド北部における王権を強化することに成功した。そして彼らはハロルド王とノルウェー軍との間の最初の防壁となるのであった。
ハロルド王の弟で当時追放処分を喰らっていたトスティ・ゴドウィンソンもまた、イングランド王位の座を狙っていた。トスティは亡命生活をフランドルで送っており、アングロ・サクソン年代記によると、1066年5月にイングランドへの侵攻を試みたという。彼はサンドウィッチにて現地の船乗りを自軍に強制徴募し、集め終えるとトスティは北に向けて航海し、その地でマーシア伯エドウィンと戦った。ハンバー川河口付近で戦闘を交わしたトスティはエドウィンに完敗を喫し、そのままスコットランドに亡命した。トスティはスコットランドでマルカム3世の庇護を受けた。その後、トスティはノルウェー王ハーラル・シグルズソンと面会し、トスティがハーラル3世のイングランド侵攻を支援するという条件のもとで、ハーラルとトスティは同盟を締結した。また当時の歴史家オルデリク・ヴィタリスは違った展開を記録している。オルデリクの記述によれば、そもそもトスティはノルマンディー公ウィリアムに対して支援を要請していたという。ノルマンディーに向かったトスティはウィリアム公に支援を願い出たが、ウィリアムはまだ遠征の準備が整っていなかった。トスティは帰国するためにコタンタン半島から航海したものの、嵐に飲まれてノルウェーまで流された。そして、漂着した地の王であるハーラル3世と面会し、同盟の締結に至ったという主張である。なんにせよ、フルフォードの戦いでトスティとハーラルが肩を並べて戦ったことから、ハーラル王とトスティが同盟を組んだことは明確である。ハーラルから見てみれば、トスティは敵の大将ハロルド王の兄弟だという点だけではなく、イングランドの地理を熟知しているという点においても、有用な同盟者であった。
ハーラル王、トスティ、ウィリアム公、ハロルド王は皆、イングランド王位を主張する王位請求者であった。ハーラル王は1066年にノルウェーを出航し、途中でオークニーに立ち寄った。オークニーで物資を調達したのち、途中でトスティの手勢とも合流した。合流した彼らは共にウーズ川を遡上し、ヨークに向かって進軍した。オルデリクの文献によると、彼らは8月頃に出港し、追い風を得て北海を航行し、ヨークシャーに上陸したという。9月18日、彼らはハンバー川河口に到着し、船から降りてヨークに向けて進軍した。そして1066年9月20日、ハーラル王とトスティ・ゴドウィンソンの連合軍9,000は、目前に立ちはだかるエドウィン伯・モールカー伯の連合軍4,000と対峙することとなった。

## 決戦

### 両軍の布陣
エドウィンは配下の軍勢の一部を率いて東側に布陣し、ノルウェー軍の侵攻を待ち構えた。イングランド軍は自軍の両翼を守るために散開し、それがきっかけで戦闘が始まった。イングランド軍の右側面はウーズ川、左側面は沼地に面していた。ノルウェー軍が小高い丘の上に陣取ったため、イングランドは少なからず不利な立場に置かれていた。またイングランド軍にはもう一つ不利な点があった。それは両翼のうち片方が崩壊すると、もう片方が危機に瀕しうるという状況に置かれているという点である。もしイングランド軍が敗れて撤退を強いられたとしても、周りの沼地のせいでまともに撤退できないような状況であった。それゆえに、イングランド軍は出来る限り持ち堪える必要にさらされていたのだった。
ハーラル王の軍勢は南方から3つの道に沿って進軍した。ハーラルは自軍をアングロ・サクソン軍と対峙する形で隊列を組ませたが、全軍が集結するまで数時間かかるのは必至であった。ハーラルは最も経験不足な部隊を右翼に配置し、経験豊富な精鋭部隊を土手の上に布陣させた。

### イングランドの突撃
イングランド軍はノルウェー軍の布陣が完了する前に、ノルウェー戦列に突撃した。モールカーの部隊はノルウェー軍の貧弱な部隊に攻撃を仕掛け、ハーラル軍を沼地まで後退させた。しかしイングランド軍の序盤の優勢さは戦闘の大勢に大した意味をなさなかった。ノルウェー軍はまだ無傷の部隊を繰り出し、疲弊するイングランド軍を強く押し返した。

### ハーラル王の反撃
ハーラル王は右翼部隊を戦列中央に繰り出し、より多くの戦士を川の方に派遣した。ノルウェー軍は数的には劣っていたが、猛攻を続けるイングランド軍を押し返し続けていた。アングロ・サクソン軍はジリジリと押し返された。そしてエドウィン伯の軍勢で土手を守っていた部隊が本体と逸れてしまい、最後の抵抗を示すためにヨーク市街へと撤退した。その数時間後、河辺の狭まった部分を守っていたサクソン部隊が破れ去った。そして新たに着陣したノルウェー部隊は激しい戦闘を避けた上でアングロ・サクソン軍に対して新たな戦線を張って対抗した。次々と現れるノルウェー軍に対して不利な立場に置かれ始めたイングランド軍は敗走を開始した。エドウィン伯とモールカー伯はなんとか逃げ延びた。
戦闘後、ヨークはノルウェー軍に降伏した。ただし、戦勝者であるノルウェー人がヨークに入城しないという条件付きであった。この条件が結ばれたのは、ヨークはトスティのかつての領地ノーザンブリアの首都であったため、そのヨークをノルウェー人に荒らされたくなかったからだとされている。また、ヨークの住民らは多数の人質をノルウェー軍に差し出すことも要求され、ノルウェー軍はヨーク市街から東に11キロほど離れたスタンフォード・ブリッジ村 で陣を張り、人質の到着を待った。

## その後
フルフォードには約10,000のノルウェー軍がいたとされ、そのうち6,000が戦闘に参加した。対するイングランド軍は5,000ほどいたという。この戦闘における被害は両者共に甚大であった。ある推計によると全体の15%程が戦死したとされる。戦闘に参加した総兵力を11,000と仮定すると両者合わせて1,650人が戦死したことになる。また、敗北したエドウィン伯とモールカー伯の軍事力はこの戦いで壊滅したとされている。
フルフォードでのイングランド軍の敗北により、ハロルド王は軍勢を率いたロンドンからヨークまでの310キロの道のりの強行突破を強いられた。この長距離をたった1週間で踏破したハロルド軍は、スタンフォード・ブリッジで陣を張るノルウェーの不意をつくことに成功し、スタンフォード・ブリッジの戦いで彼らを撃破した。そして同時期に、ノルマンディー公ウィリアムは軍勢を率いてサセックス南岸に上陸した。ハロルドは踵を返す南部に向けて進軍し、現在のバトルにてノルマンディー軍と激突した。ハロルド王はこの時も、スタンフォード・ブリッジでの勝ち戦の時のように、ノルマンディー軍に奇襲を仕掛けようと試みていたとも言われている。アングロ・ノルマン人の歴史家フローレンス・オブ・ウスターによると、イングランドで最も勇敢な戦士たちを先の2度の戦で失ったうえに自軍の半分ほどがまだ集結していないことを認識していたにもかかわらず、ハロルド王はサセックスのノルマンディー軍と対決することを躊躇わなかったという。おそらくは、1週間のうちにイングランド軍が経験したフルフォードの戦いとスタンフォード・ブリッジの戦いという2度の戦闘が、3週間ほどのちに勃発したヘイスティングスの戦いの際にイングランド軍に対して悪影響を及ぼしてしまったのであろう。もしハロルド王が北方での戦に巻き込まれることがなかったとすれば、ヘイスティングスでの戦いに向けてより準備することができたであろうし、そうなればこの戦役の結果もまた変わったものになっていたであろう。